# Hans Eduard Dettmann
Hans Eduard Rudi August Dettmann (geboren 2. Juni 1891 in Charlottenburg; gestorben 1. Mai 1969 in Bad Harzburg) war ein deutscher Schriftsteller.

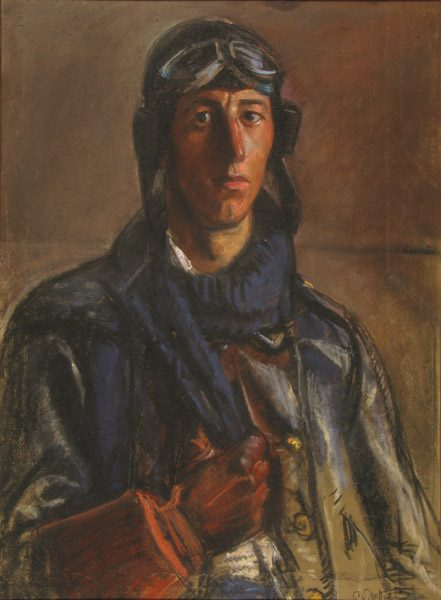
Ludwig Dettmann: Der Flieger Hans Dettmann (1917)

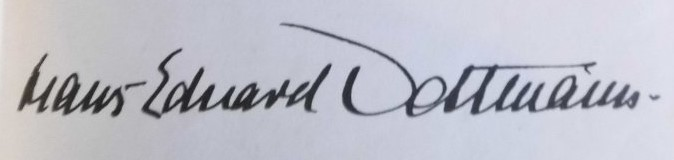
Signatur

## Leben
Hans Eduard Dettmann war der Sohn des Malers Ludwig Dettmann und dessen Ehefrau Elisabeth geb. Schwartz. Geboren wurde er in der elterlichen Wohnung in der Hardenbergstraße 27a. Er war Soldat im Ersten Weltkrieg, er wurde Marineoffizier und dann Seeflieger und hatte den Rang eines Oberleutnants. 1919 heiratete Dettmann in Charlottenburg die Fabrikantentochter Elisabeth Leu (1886–1926). Ab 1921 hielt er sich für vier Jahre in Rio de Janeiro und in São Paulo auf und unternahm Reisen durch Süd- und Mittelamerika. Nach der Rückkehr lebte er in Finkenwalde, Kreis Randow in Pommern. Nach dem Tod seiner Frau lebte er wieder in Berlin. 1932 heiratete er in Berlin-Dahlem Aline Bauer geb. Freiin von Dalwig.
Dettmann gehörte als Flugsachverständiger, Meteorologe und Astronom im Jahr 1928 zu einer von der Luft Hansa und der Reichsregierung finanzierten Gruppe deutscher Piloten, die an der Chinesisch-Schwedischen Expedition in Xinjiang teilnahmen, die in den Jahren 1927 bis 1935 von Sven Hedin durchgeführt wurde. Dettmann arbeitete danach als Flugkapitän in der deutschen Zivilluftfahrt, ab 1935 in der Luftwaffe.
Mit seinen Reisen gewann er den Stoff für mehrere Abenteuerromane für ein jugendliches Lesepublikum. Die Bücher erzielten zum Teil mehrere Auflagen und wurden in den 1950er Jahren in der Bundesrepublik nachgedruckt. In der Zeit des Nationalsozialismus schrieb er militaristische und nationalsozialistische Jugendbücher, einige erschienen in den Heftromanreihen Kriegsbücherei der deutschen Jugend und Erlebnis-Bücherei. Im Zweiten Weltkrieg war Dettmann im Rang eines Oberstleutnants z.b.V. Soldat der Luftwaffe.
Franz Obermeier fasst den 1942 erschienenen und vom Autor selbst illustrierten Jugendroman Abenteuer in Brasilien so zusammen:

„Zwei Hitlerjungen, einer aus Brasilien, der andere ein Berliner, der in Brasilien zu Gast ist, erleben Abenteuer in Brasilien, vertreten dabei offensiv die nationalsozialistische Ideologie und zeigen ihre moralisch-körperliche Überlegenheit. Trotz aller Widerstände kehren sie nach Deutschland zurück und werden Soldaten im II. Weltkrieg.“

Nach Kriegsende lebte Dettmann als freier Schriftsteller in Bad Harzburg. 1948 wurden Dettmanns Bücher Consuelo (1938), Ein deutscher Junge in Ostturkestan (1943), Mit Sven Hedin durch die Wüste Gobi (1943) und Fallschirmjäger Peter Stein (1943) in der SBZ auf die Liste der auszusondernden Literatur gesetzt. Mitte der 1950er Jahre besuchte er als Vortragsreisender noch einmal Brasilien.

## Werke (Auswahl)
Asien

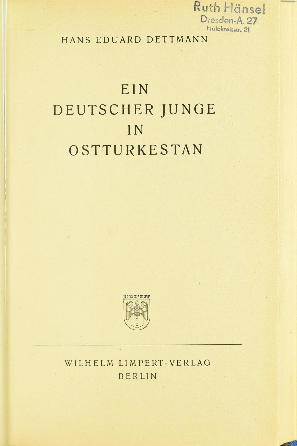
Ein deutscher Junge in Ostturkestan (1943)

- Mit Sven Hedin durch die Wüste Gobi. Berlin: Franz Schneider, 1938
- Unter Chinesen, Türken und Bolschewiken. Berlin: F. Schneider, 1939
- Karawanen-Fahrt mit Sven Hedin. Franz Schneider, 1950
- Mit den Pelzjägern durch Turkestan. 1952
- Die Reiter des großen Khan. 1958
- Amün-la, das Mongolenmädchen. Göttingen: W. Fischer-Verlag, 1959
- Flucht quer durch Asien. 1960
- Räuber Geister und Chinesen. W. Fischer Verlag, 1965
- Das Abenteuer meines Lebens. Mit Sven Hedin auf Forschungsreisen. Göttingen: Fischer, 1965
- Auf dem Rücken ihrer Pferde – Der junge Dschingis Khan. 1970

Luftwaffe
- Unsere Seeflieger. Berlin, 1937
- Fallschirmjäger Peter Stein. Leipzig: Franz Schneider, 1939
- Unheimliche Nächte. Flugkapitäne erzählen. Aufwärts-Verlag, 1940
- Unsere Adler über der Nordsee. Franz Schneider, 1940
- Kameraden der "He114": gegen englische Flugzeuge und U-Boote vor Norwegen. Berlin: Steiniger, 1940
- Luftwaffe über See: Technik, Aufgaben und Einsatz. Berlin: Wiking, 1942
- Flug und Notlandung in Schnee und Eis. 1943
- Aufklärungsflüge über dem Eismeer. Kriegsbücherei der deutschen Jugend. Heft 112 Steiniger-Verlag, 1943
- Fliegerrettung durch U-Boot. Nach Berichten einer Do-Flugbootbesatzung erzählt. Heft 110, Steiniger Verlag
- Flugkapitäne erzählen. Göttingen 1960
- Auf Leben und Tod. Fischer Verlag, 1970

Brasilien
- Vier Jahre Brasilien-Erlebnisse. Berlin: Oestergaard, 1935
- Heiße Tage am Rio Sapucahy. Berlin: Steiniger, 1942
- Abenteuer in Brasilien. Illustrationen Hans Eduard Dettmann. Berlin : Limpert, 1942
- Edward Dann: Junge, das ist Brasilien! Augsburg: Vier Tannen, 1950
- Urwaldfahrt in Brasilien. Augsburg: Schneider, 1950
- Unter Brasiliens Sonne. München: F. Schneider, 1958